# Steve Jones (biologiste)
John Stephen Jones (né le 24 mars 1944) est un généticien britannique et de 1995 à 1999 et de 2008 à juin 2010 est chef du département de génétique, évolution et environnement à l'University College de Londres ,. Ses études sont menées au Galton Laboratory. Il est également présentateur de télévision et auteur primé sur le thème de la biologie, en particulier de l'évolution. En 1996, son travail lui vaut le Prix Michael-Faraday.

## Jeunesse et éducation
Jones est né à Aberystwyth, au Pays de Galles, de Lydia Anne et Thomas Gwilym Jones. Ses parents se rencontrent alors qu'ils sont étudiants à l'Université d'Aberystwyth. Jusqu'à l'âge de dix ans environ, la famille vit alternativement dans la maison de ses grands-parents paternels à New Quay, Ceredigion, et dans la maison de ses grands-parents maternels près d'Aberystwyth. Plus tard, la famille déménage au Wirral, retournant au Pays de Galles pour leurs vacances .
Le grand-père paternel et l'arrière-grand-père de Jones sont tous deux capitaines. Le père de Jones, docteur en chimie, travaille sur des détergents tels que Cif . Dylan Thomas est une connaissance de son père. Enfant, Jones séjourne souvent chez ses grands-parents paternels et passe une grande partie de son temps dans le grenier qui contient du matériel de navigation et des boîtes de livres couvrant une grande variété de sujets, qu'il lit . Il va également dans les bibliothèques et à l'âge de 14 ans, il a lu tous les ouvrages de Charles Dickens . Enfant à Ceredigion, Jones parle beaucoup le gallois jusqu'à l'âge de 6 ou 7 ans, et en tant qu'observateur attentif de la faune locale, il s'intéresse particulièrement aux oiseaux ,. Jones est élève à la Wirral Grammar School for Boys . À l'âge de 13 à 14 ans, Jones est inspiré pour étudier la biologie par un enseignant .
Jones est refusé par toutes les universités galloises, il postule donc à l'Université d'Édimbourg pour un diplôme de premier cycle, et est accepté dans un cours de premier cycle en zoologie . Il reste à Édimbourg pour faire des recherches pour un doctorat en philosophie sur la génétique écologique de Cepaea, un escargot dont la coquille est polymorphe en couleur, ce qui en fait un organisme modèle pour les biologistes évolutionnistes . Il développe un intérêt pour les escargots auprès de Bryan Clarke, son directeur de thèse .

## Carrière et recherche
Après son doctorat, Jones effectue également des recherches postdoctorales sur la génétique de la drosophile à l'Université de Chicago pour élargir son expérience  Une grande partie de la recherche de Jones porte sur les escargots et la lumière que leur étude peut apporter à la Biodiversité et la génétique ,,,,,.
Jones est le conférencier Reith de 1991 sur BBC Radio, avec une série intitulée The Language of the Genes, la base de son livre de 1993 du même nom.
Il présente In the Blood, une série télévisée en six épisodes sur la génétique humaine diffusée pour la première fois en 1996. En juillet 2011, Jones produit un rapport traitant des problèmes de reportage scientifique à la BBC. Il critique la BBC pour avoir accordé trop d'espace et de crédit aux opinions non-conformistes sur la science  notamment les négationnistes du réchauffement climatique anthropique .
Jones est chargé par le BBC Trust de rédiger un rapport sur les rapports scientifiques de l'organisation, qui est publié en juillet 2011. Il soutient largement l'exactitude, l'impartialité et la couverture scientifique de la BBC, bien qu'il ait également fait un certain nombre de suggestions comme une meilleure interaction du personnel dans l'ensemble de l'organisation sur des sujets scientifiques et en particulier la fin du "faux équilibre".
Jones est élu membre de la Royal Society (FRS) en 2012 . Il remporte leur Prix Michael-Faraday en 1996  et prononce les conférences Reith en 1991. Il est élu à l'American Philosophical Society en 2011 .

## Vie privée
La partenaire de vie de Jones depuis 1977 est la documentariste américaine Norma Percy (en) ; ils se marient en 2004  .
Jones est mécène de Humanists UK et associé honoraire de la National Secular Society . Il reçoit le deuxième prix Irwin du laïc de l'année par la National Secular Society le 7 octobre 2006. Le 1er janvier 2011, il devient président de l'Association pour l'enseignement des sciences .

## Ouvrages
- (en) Steve Jones, The Language of the Genes, Flamingo, 1993 (ISBN 0-00-655243-9) winner of (Aventis Prize winner)
- (en) Steve Jones et Borin Van Loon, Genetics for Beginners, Icon Books, 1993 (ISBN 1-84046-636-7)
- (en) Steve Jones et R. David (éd.), The Cambridge Encyclopedia of Human evolution, Cambridge University Press, 1994 (ISBN 0-521-46786-1)
- Steve Jones, In the Blood: God, Genes and Destiny, Houghton Miffin, 1997 (ISBN 0-00-255512-3)
- (en) Steve Jones, Almost Like a Whale: The Origin of Species Updated, Doubleday, 1999 (ISBN 0-385-40985-0)
- (en) Steve Jones, Darwin's Ghost: The Origin of Species Updated, Ballantine Books, 2000 (ISBN 0-345-42277-5)
- (en) Steve Jones, Y: The Descent of Men, Flamingo, 2003 (ISBN 0-618-13930-3, lire en ligne)
- (en) Steve Jones, The Single Helix: A Turn Around The World Of Science., Little, Brown, 2006 (ISBN 978-0-349-11940-3, lire en ligne)
- (en) Steve Jones, Coral, Little, Brown, 2007 (ISBN 978-0-316-72938-3, lire en ligne)
- (en) Steve Jones, Darwin's Island, Little, Brown, 2009 (ISBN 978-1-4087-0000-6)
- (en) Steve Jones, The Serpent's Promise: The Bible Retold as Science, Little, Brown, 2013 (ISBN 978-1-4087-0285-7)
- (en) Steve Jones, No Need for Geniuses: Revolutionary Science in the Age of the Guillotine, Little, Brown, 2016 (ISBN 978-0-3494-0545-2)
- (en) Steve Jones, Evolution, London, Ladybird Books, 26 janvier 2017 (ISBN 978-0-7181-8628-9)
- (en) Steve Jones, Here Comes the Sun: How it feeds us, kills us, heals us and makes us what we are, Little, Brown, 2019 (ISBN 978-1408711316)